# Gary Sargent
Pour les articles homonymes, voir Sargent.
Gary Alan Sargent (né le 18 février 1954 à Red Lake, dans l'État du Minnesota aux États-Unis) est un joueur professionnel retraité de hockey sur glace d'origine amérindienne ayant évolué à la position de défenseur.

## Carrière
Provenant de la tribu amérindienne Ojibwés, Gary Sargent refuse un contrat de la Ligue majeure de baseball avec les Twins du Minnesota ainsi qu'une bourse d'études collégiale pour évoluer au football américain afin de se concentrer sur sa carrière de hockeyeur. Après avoir obtenu 47 points en 30 rencontres avec l'université d'état de Bemidji, il obtient une invitation pour représenter l'équipe nationale des États-Unis avec qui il obtient cinq points en sept parties.
Après avoir rejoint les Sugar Kings de Fargo-Moorhead de la Ligue de hockey junior du Mid-Ouest, il retourne avec l'équipe des États-Unis à l'occasion du premier championnat du monde junior non officiel en 1974. À l'été suivant, il se voit être sélectionné par les Kings de Los Angeles lors du troisième tours du repêchage de 1974 de la Ligue nationale de hockey. Au cours de ce même été il est également repêché par les Racers d'Indianapolis de l'Association mondiale de hockey.
Préférant rejoindre les Kings, Sargent s'aligne la saison suivante avec le club affilié aux Kings dans la Ligue américaine de hockey, les Indians de Springfield. Bien qu'une blessure à un genou le garde à l'écart de la compétition pour la majeure partie de la saison, il obtient néanmoins 24 points en 27 rencontres et dès la saison suivante, les Kings lui accordent un poste permanent en LNH.
À l'été 1978, il signe un contrat en tant qu'agent libre avec restriction avec les North Stars du Minnesota. Mais au cours de sa première année avec ceux-ci, il subit une sévère blessure au dos qui l'affecte pour le reste de sa carrière. Après cinq saisons dans l'uniforme du Minnesota et après plusieurs opérations au dos ainsi qu'aux genoux, Sargent se voit contraint d'annoncer son retrait de la compétition au terme de la saison 1982-1983. Il retourne quelque temps plus tard avec l'organisation des Kings où il agit en tant que dépisteur de 1986 à 88.

## Statistiques

### Statistiques en club
| Saison     | Équipe                         | Ligue      |     | Saison régulière | Saison régulière | Saison régulière | Saison régulière | Saison régulière |   | Séries éliminatoires | Séries éliminatoires | Séries éliminatoires | Séries éliminatoires | Séries éliminatoires |
| Saison     | Équipe                         | Ligue      | PJ  | B                | A                | Pts              | Pun              | PJ               | B | A                    | Pts                  | Pun                  |                      |                      |
| 1972-1973  | Université d'État de Bemidji   | NAIA       | 30  | 23               | 24               | 47               | --               |                  |   |                      |                      |                      |                      |                      |
| 1973-1974  | Sugar Kings de Fargo-Moorehead | LHJMO      | 47  | 37               | 46               | 83               | 78               |                  |   |                      |                      |                      |                      |                      |
| 1974-1975  | Falcons de Springfield         | LAH        | 27  | 7                | 17               | 24               | 46               |                  |   |                      |                      |                      |                      |                      |
| 1975-1976  | Kings de Los Angeles           | LNH        | 63  | 8                | 16               | 24               | 36               |                  |   |                      |                      |                      |                      |                      |
| 1976-1977  | Kings de Los Angeles           | LNH        | 80  | 14               | 40               | 54               | 65               | 9                | 3 | 4                    | 7                    | 6                    |                      |                      |
| 1977-1978  | Kings de Los Angeles           | LNH        | 72  | 7                | 34               | 41               | 52               | 2                | 0 | 0                    | 0                    | 0                    |                      |                      |
| 1978-1979  | North Stars du Minnesota       | LNH        | 79  | 12               | 32               | 44               | 39               |                  |   |                      |                      |                      |                      |                      |
| 1979-1980  | North Stars du Minnesota       | LNH        | 52  | 13               | 21               | 34               | 22               | 4                | 2 | 1                    | 3                    | 2                    |                      |                      |
| 1980-1981  | North Stars du Minnesota       | LNH        | 23  | 4                | 7                | 11               | 36               |                  |   |                      |                      |                      |                      |                      |
| 1981-1982  | North Stars du Minnesota       | LNH        | 15  | 0                | 5                | 5                | 18               |                  |   |                      |                      |                      |                      |                      |
| 1982-1983  | North Stars du Minnesota       | LNH        | 18  | 3                | 6                | 9                | 5                | 5                | 0 | 2                    | 2                    | 0                    |                      |                      |
| Totaux LNH | Totaux LNH                     | Totaux LNH | 402 | 61               | 161              | 222              | 273              | 20               | 5 | 7                    | 12                   | 8                    |                      |                      |

### Statistiques en équipe nationale
| Année | Équipe                   | Compétition  |   | PJ | B | A | Pts | Pun      |      | Résultats  |                             |   |   |   |   |   |  |
| 1973  | États-Unis               | WEC-B        | 7 | 1  | 4 | 5 | 0   | -        | 1974 | États-Unis | Championnat du monde junior | 3 | 0 | 2 | 2 | 0 |  |
| 1976  | États-Unis               | Coupe Canada | 5 | 0  | 0 | 0 | 2   | 5e place |      |            |                             |   |   |   |   |   |  |
| 1980  | North Stars du Minnesota | DN-Cup       | 3 | 0  | 0 | 0 | 2   |          |      |            |                             |   |   |   |   |   |  |

## Honneurs et trophées
- Nommé dans la première équipe d'étoiles de la NIAI en 1973.

## Transactions en carrière
- Repêchage LNH 1974 : réclamé par les Kings de Los Angeles (3e choix de l'équipe, 48e au total).
- Repêchage AMH 1974 : réclamé par les Racers d'Indianapolis (11e choix de l'équipe, 179e au total).
- 30 juin 1978 : signe à titre d'agent libre avec restriction avec les North Stars du Minnesota. Los Angeles reçoit à titre de compensation Rick Hampton, Steve Jensen et Dave Gardner.

## Parentés dans le sport
Son frère cadet Earl Sargent fut repêché par les North Stars du Minnesota, ainsi que par les Fighting Saints du Minnesota lors des repêchages de la LNH et de l'AMH de 1975. Il ne joua cependant qu'au niveau semi-professionnel et annonça son retrait de la compétition en 1979.
Son cousin Henry Boucha fut de son côté repêché par les Red Wings de Détroit en 1971 et disputa plus de 200 parties en LNH en plus de représenter les États-Unis lors des Jeux olympiques de 1972. Il est aussi cousin de deuxième niveau de T.J. Oshie.